# Weiße Scheibchenschnecke
Die Weiße Scheibchenschnecke (Lucilla singleyana), auch Glänzende Scheibchenschnecke, ist eine Schneckenart in der Familie der Scheibchenschnecken (Helicodiscidae) aus der Unterordnung der Landlungenschnecken (Stylommatophora). Die Art wurde vermutlich anthropogen aus Nordamerika nach Europa eingeschleppt.

## Merkmale
Das rechtsgewundene, kleine Gehäuse ist fast scheibenförmig; in der Seitenansicht überragt das Gewinde die vorletzte Windung nur sehr wenig. Es misst bis 3 mm in der Breite und 1,2 mm in der Höhe (B/H-Index=2,5). Die 3½ bis 4 Windungen erweitern sich langsam und regelmäßig und sind an der Peripherie gut gewölbt. Die Naht ist vergleichsweise tief. Der Nabel ist sehr breit und offen; er nimmt etwa ein Drittel der Gehäusebreite ein. Die Mündung ist rundlich bis leicht querelliptisch, aber durch die vorher gehende Windung stark eingedellt. Die Mündungsöffnung steht schief zur Windungsachse. Der Mundsaum ist einfach, gerade und nicht verstärkt.
Das Gehäuse ist gelblich-braun, das Periostrakum ist farblos. Die Schale ist dünn, zerbrechlich und durchscheinend. Die Oberfläche besitzt feine Anwachsstreifen in unregelmäßig Abständen. Die Oberfläche ist dadurch glänzend. Bei hoher Vergrößerung sind bei manchen Individuen schwache Spiralstreifen zu erkennen.
Die Tiere haben aufgrund ihrer Lebensweise tief im Erdreich die Augen reduziert.

## Ähnliche Arten
Der Nabel der Weißen Scheibchenschnecke ist etwas flacher und weiter als der Nabel der Grünlichen Scheibchenschnecke (Lucilla scintilla), das Gehäuse ist im Adultstadium deutlich größer (etwa 3 mm zu 2,2 mm). Außerdem ist das Gehäuse der Weißen Scheibchenschnecke quasi flach, scheibenförmig, während es bei der Grünlichen Scheibchenschnecke sehr flach konisch ist. In der Seitenansicht ist das Gewinde bei der Weißen Scheibchenschnecke kaum zu sehen, während es bei der Grünlichen Scheibchenschnecke zwar ebenfalls sehr flach ist, aber doch deutlich(er) sichtbar ist. Bei der Weißen Scheibchenschnecke kann die Mündung leicht querelliptsch sein, bei der Grünlichen Scheibchenschnecke ist es rundlich.

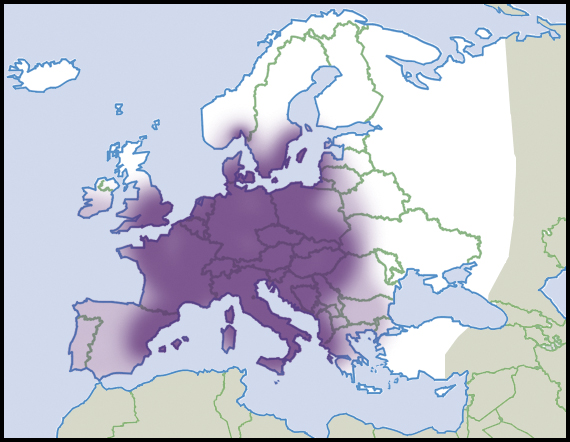
Verbreitung der Art in Europa

Bei der Weißen Scheibchenschnecke ist das Periostrakum farblos, bei der Grünlichen Scheibchenschnecke gelblich oder gelbgrünlich.

## Geographische Verbreitung und Lebensraum
Das Verbreitungsgebiet war wahrscheinlich ursprünglich Nordamerika. Durch anthropogene Verschleppung ist sie nun in fast ganz Europa heimisch, wenn auch nur sehr lokal und selten, vor allem in Gärten, Parks, Weinbergen und auch Gewächshäusern. Im Osten ist sie auch im Kaukasus vertreten, im Süden auch in Nordwestafrika.
Die Tiere leben tief im lockeren, feuchten bis trockenen Erdboden (bis ein Meter tief). Sie werden daher meist nur gefunden, wenn größere Mengen an Erdreich aufbereitet und gesiebt werden, oder in Spülsäumen von Bächen und Flüssen (Geniste). Gewöhnlich werden dabei aber nur die leeren Gehäuse gefunden.

## Taxonomie
Die Art wurde 1889 von Henry Augustus Pilsbry als Zonites singleyanus begründet.
Die Art wurde von Kerney et al. (1983) und Schileyko (2002) inkorrekterweise zur Gattung bzw. Untergattung Helicodiscus (Hebetodiscus) Baker, 1929 gestellt. Sowohl Helicodiscus Morse, 1864 und Hebetodiscus Baker, 1929 wären in diesem Fall jüngere Synonyme von Lucilla Lowe, 1852. Meist werden aber sowohl Helicodiscus Morse, 1864 wie auch Lucilla Lowe, 1852 als eigenständige Gattungen aufgefasst. Kerney et al. (1983) trennen die beiden Arten noch nicht. Die Abbildung scheint Lucilla singleyana darzustellen.
Lucilla singleyana (Pilsbry, 1889) ist allgemein als gültiges Taxon akzeptiert.

## Gefährdung
Nach Vollrath Wiese ist die Art in Deutschland nicht gefährdet. Dagegen sollen ihre Bestände in Österreich stark gefährdet sein, bzw. in der Schweiz gefährdet-.